# 傅国平
傅国平（1970年3月—），湖南湘乡人，中华人民共和国政治人物。

## 生平
1970年3月，傅国平出生在湖南省湘潭专区湘乡县（今湘乡市）。1990年7月，傅国平加入中国共产党。同月，傅国平成为湘潭市煤气公司的一名干部。次年10月，傅国平转任湘潭市城管局政工科干部，1996年2月升任办公室副主任，1997年3月升任办公室主任，2000年11月兼任局长助理，2002年5月出任党委委员、工会主席。2002年10月，傅国平转任湘潭市雨湖区人民政府党组成员、副区长。2010年11月，傅国平转任湘潭高新技术产业开发区党工委委员、管委会副主任。2012年9月，傅国平调任中共湘潭县委副书记，10月兼任代理县长，12月正式出任县长。2016年7月，傅国平升任中共湘潭县委书记。2022年1月，傅国平出任湘潭市人民代表大会常务委员会副主任。7月8日，傅国平辞职。

### 落马
2022年7月19日，傅国平涉嫌“严重违纪违法”接受湖南省纪委监委纪律审查和监察调查。
2023年1月31日，湖南省人民检察院依法以涉嫌受贿罪对傅国平作出逮捕决定。同日，湖南卫视反腐警示录播出，傅国平在乡下老家建房用于存放赃款赃物，老家房屋的墙体里面堆放着成箱现金，银行工作人员用了5台点钞机连续清点5个小时，核实这些现金共计人民币1200余万元，同时傅国平家里高档烟酒堆积如山，光是茅台酒就有230多箱。